# 254

## Události
- 12. května – Štěpán I. se stává v pořadí 23. papežem

#### Probíhající události
- 249–262: Cypriánův mor

## Úmrtí
- 4. března – Svatý Lucius – 22. papež katolické církve

## Hlavy států
- Papež – Lucius I. (253–254) » Štěpán I. (254–257) + Novacián, vzdoropapež (251–258)
- Římská říše – Valerianus (253–260) + Gallienus (253–268)
- Perská říše – Šápúr I. (240/241–271/272)
- Kušánská říše – Vášiška (247–267)
- Arménie – Artavazd VI. (252–283)
- Kavkazská Iberie – Mirdat II. Iberský (249–265)

Indie:
- Guptovská říše – Maharádža Šrí Gupta (240–280)